# Bílovec
Bílovec (tjekkisk udtale: [ˈbiːlovɛts]; tysk: Wagstadt) er en by i distriktet Nový Jičín i regionen Mähren-Schlesien i Tjekkiet med omkring 7.400 indbyggere. Den historiske bymidte er velbevaret og er beskyttet ved lov som en urban monumentzone.

## Inddeling
Landsbyerne Bravinné, Lhotka, Lubojaty, Ohrada, Stará Ves og Výškovice er administrative dele af Bílovec. Výškovice udgør en eksklave af det kommunale område.

## Geografi
Bílovec ligger omkring 16 km vest for Ostrava. Den ligger hovedsageligt i højlandet Nízký Jeseník; en lille del af territoriet strækker sig ind i området ved Den mähriske port. Byen ligger på begge bredder af floden Bílovka. Bílovec Reservoiret ligger i udkanten af byen.

## Historie
Den første skriftlige omtale af Bílovec er fra 1324. Byen blev sandsynligvis grundlagt af Vok V af Kravaře mellem 1293-1324. Den lå på krydset mellem to handelsruter og tilhørte hertugdømmet Troppau. Bílovec var stærkt befæstet med mure med to porte og en fæstning.
I 1575–1576 havde den daværende ejer Bernard Pražma af Bílkov ombygget fæstningen til et firefløjet renæssanceslot. Fra 1652 til det 20. århundrede var godset ejet af familien Sedlnický af Choltice. Byen fik forskellige privilegier, som tillod den videre udvikling. Efter den store brand i 1729 blev slottet rekonstrueret i barokstil.
I anden halvdel af det 19. århundrede blev Bílovec industrialiseret. Der blev etableret en klædefabrik, senere en hattefabrik og derefter en jernfabrik, en dampsav, en bogtrykker og en likørfabrik. I 1890 blev jernbanen åbnet. 
Indtil 1918 var Bílovec en del af Østrig-Ungarn, i distriktet med samme navn. I 1938 blev det besat af Nazityskland og administreret som en del af Reichsgau Sudetenland, den del af Tjekkoslovakiet, der blev overgivet til Tyskland i kølvandet på München-aftalen. Efter afslutningen af 2. verdenskrig blev den tysktalende befolkning fordrevet fra regionen i 1945 i henhold til Beneš-dekreterne og erstattet af tjekkiske bosættere.
Efter 2. verdenskrig blev der opført præfabrikerede huse, hvilket forstyrrede byens antikke karakter.